# Il–76
Az Il–76 (olvasd: iL-76, NATO-kódja: Candid) a Szovjetunióban, az Iljusin tervezőirodában az 1960-as évek végén kifejlesztett négyhajtóműves közepes teherszállító repülőgép.
Eredetileg katonai célra tervezték az An–12 és az An–22 leváltására, a 40–50 tonnát emelő közepes kategóriában kívánták alkalmazni. Körültekintő tervezéssel egy robusztus, sokoldalú repülőgépet alkottak, melyet napjainkban számos civil légitársaság is üzemeltet. Sokoldalúságát mutatja, hogy bázisán több eltérő feladatkörű repülőgépet is kifejlesztettek (légtérellenőrző, légi utántöltő, tűzoltó).
Kategóriatársa az ukrán An–70, valamint az európai fejlesztésű Airbus A400M.

## Története
A repülőgép fejlesztési munkálatai a Szovjetunió repülőgépipari miniszterének 1966. június 28-i rendelete nyomán kezdődtek el. Az Iljusin-tervezőirodát egy olyan sugárhajtású katonai szállító repülőgép kifejlesztésével bízták meg, amely egyaránt alkalmas hadműveleti és stratégiai szállítási feladatok végrehajtására, valamint deszantfeladatok ellátására.
A CAGI-val közösen elvégzett előzetes számítások eredményeként kialakult főbb műszaki paramétereket 1967 februárjában hagyta jóvá a tervezőiroda vezetője, Szergej Iljusin, majd a repülőgép kifejlesztését a Szovjetunió Minisztertanácsa is jóváhagyta. A tervezési munkálatokat azonban már Genrih Novozsilov irányította, aki a visszavonult Iljusin helyét átvéve 1970-ben a tervezőiroda vezetője lett.
Az első prototípus 1971 elejére készült el, mely március 25-én szállt fel a Hodinkai repülőtérről. Sorozatgyártása 1973-ban kezdődött. 1971 májusában a repülőgépet Vnokovón bemutatták a legfelsőbb állami vezetés tagjainak, majd még ugyanabban az évben bemutatták 29. nemzetközi légikiállításon Párizsban. A típussal 1975-ig – a FAI (Fédération Aéronautique Internationale) által is elismert – 25 terhelési-emelkedési rekordot állítottak fel négy repülés során. Ebből 1975. július 4-én egyszerre három teheremelési rekordot: 60, 65, majd 70 tonnát emelt fel 11 875 m magasba, 856,7 km/h sebességgel repülve. A típust a mai Üzbegisztán fővárosában, Taskentben levő repülőgyár gyártotta, a Szovjetunió felbomlása után leálltak a gyártással.
2010-ben bejelentették, hogy megkezdik egy modernizált Il–76-os, az Il–76MD-90A (a tervezési szakaszban Il–476-os projektként is ismert) gyártását; a tervezett új gyártósor az Aviastar oroszországi Uljanovszkban található üzemében lenne, és a taskenti gyárral együttműködve történne. Ekkor már két Il–76MD-90A prototípus építését kezdték meg az uljanovszki üzemben. 2014. június 16-án az Aviastar uljanovszki üzemében gördült ki az első Il–76MD-90A. 2015. április 29-én bejelentették, hogy az Orosz Légierő megkapta az első Il–76MD-90A-t, amelyet az „Aviastar-SP” uljanovszki üzemében építettek a 2012-ben 39 repülőgépre kötött szerződésből. 2019. április 2-án az orosz védelmi minisztérium (MoD) megkapta az első sorozatgyártású Iljusin Il–76MD-90A típusú légiszállítót. 2024 végéig 27 repülőgépet rendeltek, amelyeket 2028-ig kell leszállítani, és 26-ot építettek, hatot 2023-ban és hatot 2024-ben. A 2024-es év végéig tartó időszakban 27 repülőgépet rendeltek, és 26-ot építettek meg, hatot 2023-ban és hatot 2024-ben.
Kiváló repülési jellemzőinek köszönhetően üresen képes 700 m-en felszállni, valamint 400 m-en leszállni és megállni.

## Típusváltozatai

### Katonai változatok

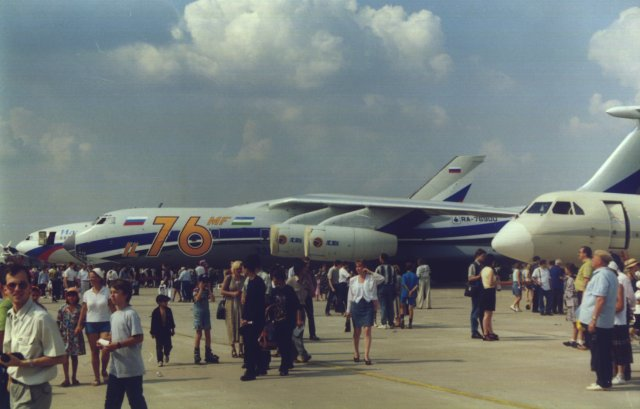
Il–76MF a MAKSZ 97-en.

- Il–76 – Az alapváltozat. Prototípusa 1971-ben, az első sorozatgyártású példány pedig 1973-ban repült először.
- Il–76M – Megerősített törzsű változat, a gép hasznos terhet 42 t-ra növelték. 1978. március 24-én repült először.
- Il–76MD – Az Il–76M módosított változata. A sárkányszerkezetét és a futóműveket megerősítették, hasznos terhet 48 t-re növelték, a maximális felszálló tömeg pedig 190 t-ra nőtt. Hatótávolsága 40 t terheléssel 4200 km. Lehetőség van a szárnyakon négy db fegyvertartó rögzítésére, amelyekre légibombák és rádióadók függeszthetők. 1981. március 6-án repült először.
- Il–76MD–90 – Az Il–76MD modernizált változata.
- Il–76MF – Az Il–76MD továbbfejlesztett változata 6,6 m-rel meghosszabbított törzzsel, az eredeti hajtóműveknél gazdaságosabb üzemű PSZ-90A-76 típusú turbóventilátoros gázturbinás sugárhajtóművekkel felszerelve. Teherbíró képességét 60 t-ra növelték, a maximális felszálló tömeg 210 t-ra növekedett, személyzete 5 főre csökkent. 1995. augusztus 1-jén repült először. Egy darab épült belőle, 1995-ben mutatták be a párizsi Le Bourget repülő-világkiállítás- és szakvásáron. 1998-ban orosz–ukrán államközi szerződés született az MF altípus gyártásának pénzügyi hátteréről, de 2001-ig nem történt előrelépés az ügyben. 2007-ben az orosz légierő megkezdte megmaradt An-124-eseinek eladását, pótlásukra vélhetően ez az altípus lesz kiválasztva. A taskenti gyár mindössze három darab MF-re kapott rendelést Jordániától, ezeket teljesítette. Az orosz védelmi minisztérium azonban egyetlen darabot sem kívánt rendszeresíteni az immáron külföldinek számító típusból, így új szárnyakkal, hajtóművekkel, kormányvezérlő rendszerrel létrehozták az Il-476-ost, másik nevén az Il–76MD-90-est, mintegy konkurenciaként a taskenti Il–76MF számára. A lényegesen potensebb oroszországi Aviasztar gyár ezzel végképp kihalásra itélte a taskenti Il–76MF-et.
- Il–78 – Az Il–76MD-ből kialakított légi utántöltő repülőgép. 1983. június 26-án repült először.
- Il–78M – Az Il–78 légi utántöltő repülőgép módosított, továbbfejlesztett változata.
- Berijev A–50 – Az Il–76 alapján a Berijev-tervezőiroda által átalakított légtérellenőrző repülőgép.
- Berijev A–50E/M/U/I – Légtérellenőrző repülőgép.
- Berijev A–60 – Az Il–76MD-n alapuló légi szállítású lézerfegyver, mindössze 2 prototípus épült belőle.
- Il–78PP – Elektronikai zavaró repülőgép. Csak egy példány készült belőle. 1987. április 29-én repült először.
- Il–76MD–90 – Az Il–76MD PSZ–90A–76-os hajtóművekkel, valamint modern avionikai berendezésekkel felszerelt, többfunkciós kijelzőkkel ellátott pilótafülkével épített modernizált változata. Korábbi típusjelzése Il–76MD–90A volt. A sorozatgyártást az uljanovszki Aviasztar–SZP repülőgépgyár végzi. A változat első példánya 2011 decemberében készült el, első felszállására 2012. szeptember 22-én került sor.[4] Az orosz védelmi minisztérium 2012 októberében 39 darabot rendelt, melyeket 2020-ig szállít le a gyártó.[5]
- A–100 Premjer – Az Il–76MD–90-en alapuló, aktív fázisvezérelt rácsantennával felszerelt felderítő és légtérellenőrző változat. Rendszeresítését 2016-ban tervezik.[6]

### Polgári változatok
- Il–76T – Az Il–76M polgári szállító változata. A gépről eltávolították a faroklövész gépágyúját, az automata dipólszóró berendezést, a deszantoláshoz szükséges berendezéseket, valamint a speciális, katonai elektronikai berendezéseket. 1978. november 4-én repült először.
- Il–76K – Űrhajósok kiképzésére átalakított változat, amelyben speciális röppályán rövid időre imitálják a súlytalanságot.
- Il–76TD – Az Il–76T polgári célú szállító változat növelt teherbíróképességű és hatótávolságú továbbfejlesztett változata. Megerősítették a gép sárkányszerkezetét és a futóműveket. 50 t hasznos teher szállítására alkalmas, maximális felszálló tömege 190 t.
- Il–76MD Szkalpel – Az Il–76MD változatból kialakított kórház-repülőgép. Fedélzetén három egészségügyi modult helyeztek el: egy műtéti előkészítőt, egy műtőt, valamint intenzív terápiás sátrakat. 1983. július 23-án repült először.
- Il–76PSZ – Kutató-mentő repülőgép. 1984. december 18-án repült először.
- Il–76TD Anktartyida – Az Il–76TD sarkvidéki használatra átalakított változata. 1985. november 17-én repült először.
- Il–76MKD – Az űrhajós kiképzésre használt Il–76K módosított változata.
- Il–76P – Tűzoltó változat, amely 32 t tűzoltáshoz használatos anyag (folyadék, por) szállítására alkalmas. 1989. szeptember 22-én repült először.
- Il–76LL – Hajtóművek légi tesztjeire szolgáló repülő laboratórium, módosított elektronikai és rádiólokációs berendezésekkel. A négy hajtómű egyikének a helyére a tesztelésre szánt hajtómű szerelhető. 1991-ben repült először.
- Il–76MD (tűzoltó változat) – Az Il–76MD tűzoltó változata. A tehertérben 42 t tűzoltáshoz használatos anyagot befogadó konténer helyezhető el. 1993. január 28-án repült először.
- Il–76TF – Az Il–76MF még fejlesztés alatt álló polgári szállító változata. Az Il–76MF–hez hasonlóan a gép PSZ–90A–76 gázturbinás sugárhajtóműveket kap. Személyzetét 3–4 főre csökkentik.

## Üzemeltető országok
Több országnak is exportálták a típust, köztük Kínának, Indiának, Iraknak és Iránnak is. Az irak–iráni háború idején gyakran az a furcsa helyzet állt elő, hogy az azonos franciaországi reptereken (Párizs-Orly) egyazon időben rakodták a két ország tehergépeit francia hadianyaggal. Ebben az időben Budapesten is előfordult több ilyen eset: Ferihegy egyik sarkában az Iraqi Airways, a másik sarkában az Iran Air gépeit rakodták a Varsói Szerződés tagállamaitól megvett/átvett katonai eszközökkel.
- 1996 óta 12 db magyar lajstromjelzésű Il–76T és TD repült a CARGO Atlant-Hungary Airlinesnál.

### Periodikumok, cikkek
- A Haditechnika c. folyóirat cikkei:
  - Kiss Attila: Az IL–76 teherszállítógép kifejlesztése. Haditechnika 1999/2, 50–55.
- A Top Gun c. folyóirat cikkei:
  - Top Gun, 1993/7, 46–49.
  - Gál József: Iljusin IL–76 Candid. Top Gun 1997/11, 40–45.
  - Gál József: IL–78 Midas, a légierő „köldökzsinórja”. Top Gun 1997/11, 51–53.
  - Gál József: Légtérellenőrző/felderítő IL–76-osok. Top Gun 1998/1, 45–47.
- Az Aeromagazin c. folyóirat cikkei:
  - Aeromagazin, 2001/4, 10–14.